# Заріка (Шептицький район)
Зарі́ка — село в Україні, у Шептицькому районі Львівської області. Населення становить 440 осіб.

## Населення

### Мова
Розподіл населення за рідною мовою за даними перепису 2001 року:
| Мова       | Кількість | Відсоток |
| ---------- | --------- | -------- |
| українська | 438       | 99.55%   |
| російська  | 2         | 0.45%    |
| Усього     | 440       | 100%     |